# Linum viscosum
Linum viscosum là một loài thực vật có hoa trong họ Linaceae. Loài này được L. mô tả khoa học đầu tiên năm 1762.

## Hình ảnh

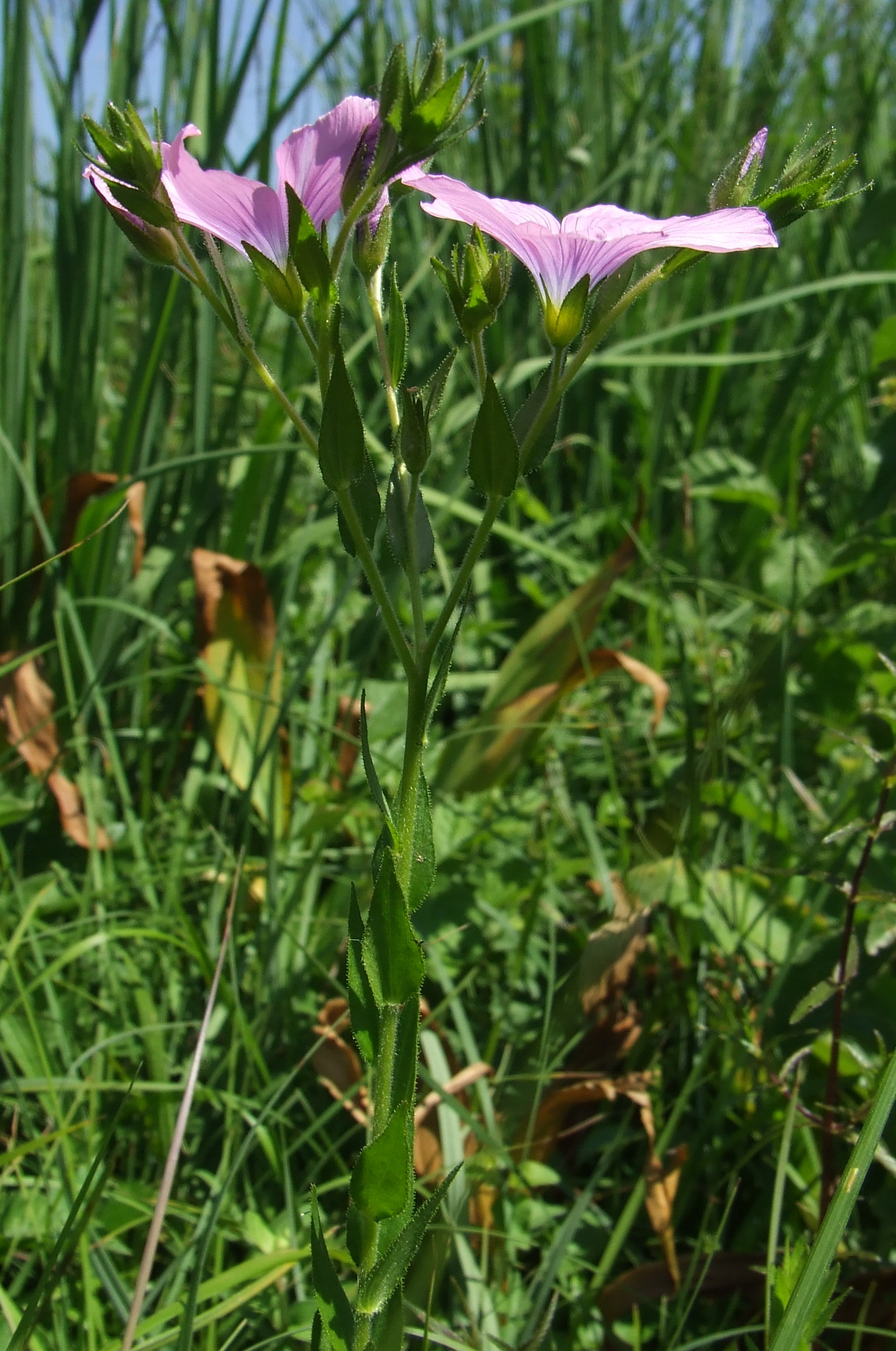
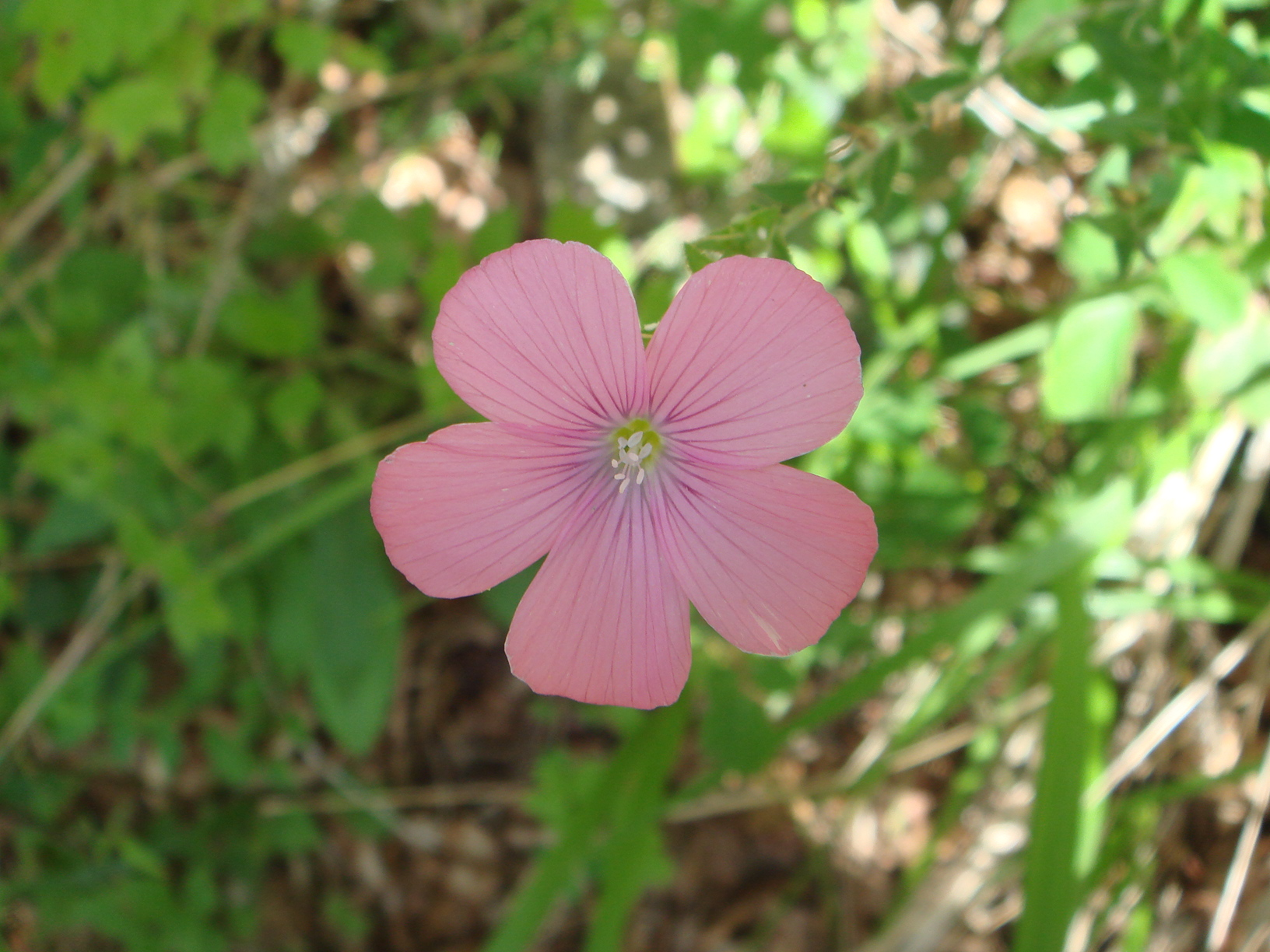
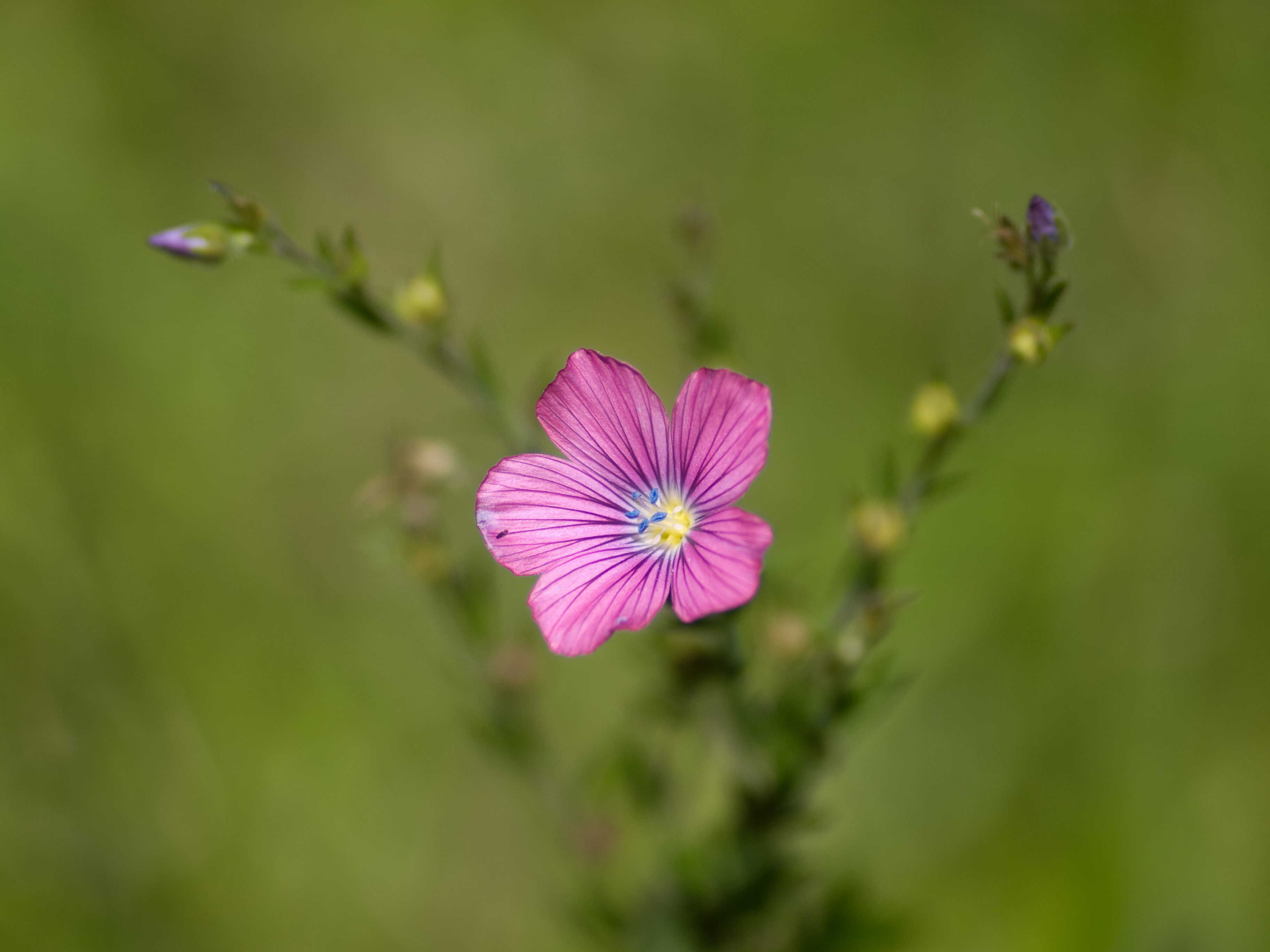
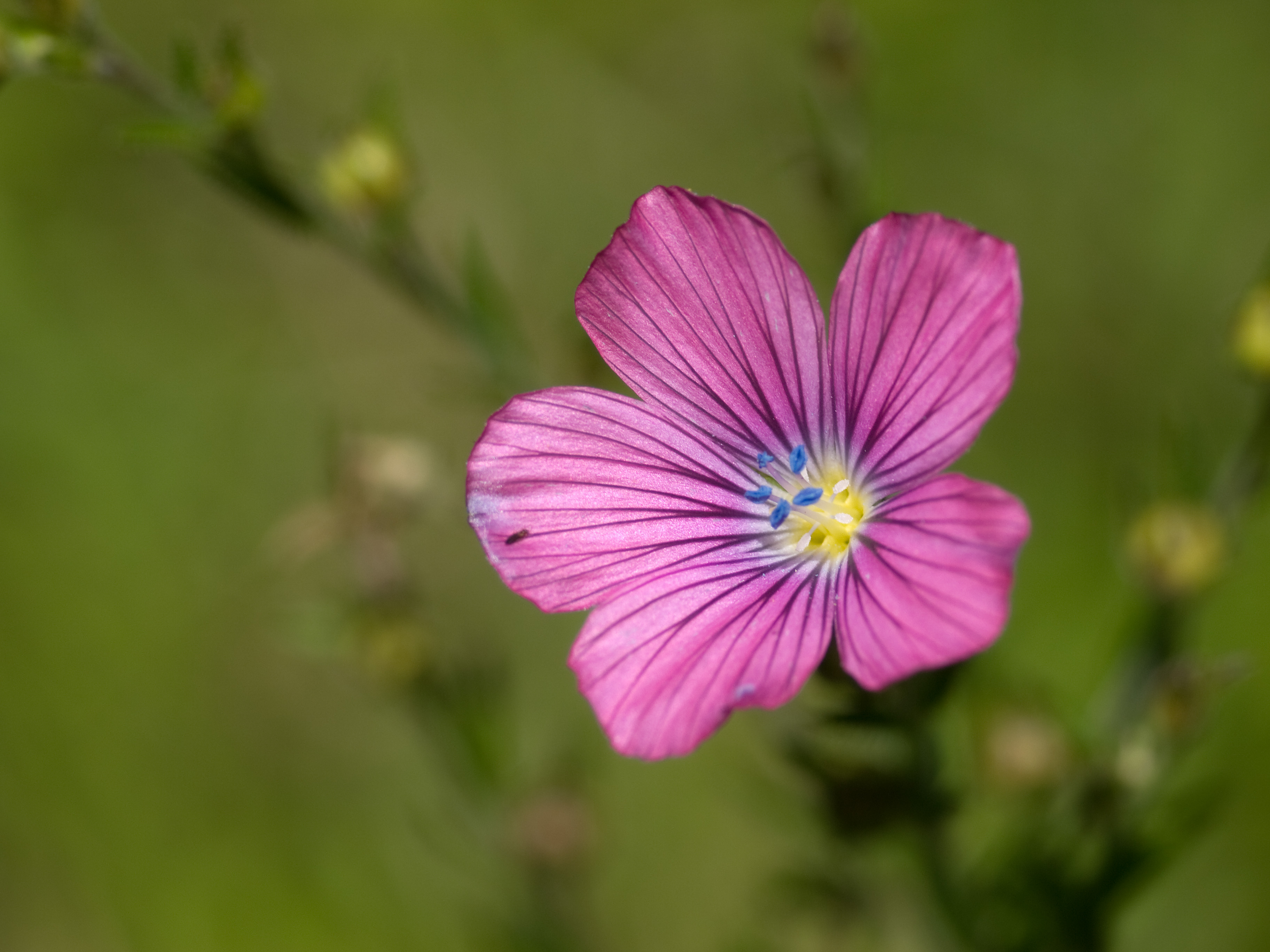